# واییانی (هاوایی)
واییانی (به انگلیسی: Waianae) یک منطقهٔ مسکونی در ایالات متحده آمریکا است که در هاوایی واقع شده‌است. واییانی ۱۸٫۲ کیلومتر مربع مساحت و ۱۳٬۱۷۷ نفر جمعیت دارد و ۳٫۶۶ متر بالاتر از سطح دریا قرار دارد.